# Бійся своїх бажань (фільм, 2017)
«Бійся своїх бажань» (англ. Wish Upon) — фільм жахів Джона Р. Леонетті. Головні ролі зіграли Джої Кінг, Раян Філліпп, Лі Кі Хон, Сідні Парк та Шеннон Персер. Прем'єра фільму в Україні відбулася 18 січня 2018 року.

## Сюжет
В дитинстві Клер стала свідком жахливої події, коли її мати з невідомих причин скоїла самогубство. Проходять роки, але дівчина продовжує прокидатися від кошмарів, де знову бачить події того дня. Проте вона намагається жити далі разом зі своїм батьком Джонатаном. Смерть дружини вплинула і на нього, тому він більше не грає на своєму саксофоні, а єдиним способом заробітку для нього стало копирсання у смітті з надією знайти цінні речі. Донька соромиться такої поведінки батька, особливо, якщо це відбувається десь поряд з її школою.
Найкращими подругами Клер є Мередіт та Джун. З ними вона проводить час між уроками, але при цьому задивляється на Пола, який входить до іншої компанії, де зневажливо ставляться до Клер. Також дівчина підтримує зв'язок з дядьком Огастом та сусідкою місис Делука.
Одного разу батько Клер повертається додому з подарунком для дочки — музичною скринькою з китайськими ієрогліфами, яку знайшов на смітнику. Дівчина із захопленням огядає річ, проте не може її відкрити. Вивчаючи китайську мову, Клер вдається дещо розшифрувати напис, де мова йде про сім бажань. Однак інші символи вона не розуміє. Втім, від огляду скриньки її відволікає повідомлення подруг. Цього дня у Клер сталася сутичка з Дарсі і та вирішила образити її тим, що виклала в мережу фото її батька, який оглядає смітник. У відповідь на це Клер загадує бажання, щоб її кривдниця буквально згнила. Вночі скринька відчиняється і певний час грає мелодія.
Вже зранку вся школа обговорює стан Дарсі, яка знаходиться у відділенні інтенсивної терапії. Сама ж Клер з подивом ставиться до цього, але знову загадує бажання. Цього разу вона просить скриньку, щоб Пол закохався у неї. Тим часом раптово помирає собака Клер. А вже пізніше, після другого бажання, лихо трапляється з дядьком Огастом і він гине.
Дізнавшись про смерть родича, Клер зажадала, щоб все майно дядька дісталося їй. Коли ж відповідні служби дзвонять і повідомляють Джонатану, що його донька тепер є прямою спадкоємницею Огаста, то дівчина просто не може в це повірити.
Тепер Джонатан і Клер можуть переселитися в розкішний будинок. Ба більше, від дядька у спадок їм дісталося нове авто. Однак того ж дня нещасний випадок трапляється з сусідкою Делукою.
Всі ці події змушують Клер шукати того, хто зможе розшифрувати всі написи зі скриньки. Такою людиною виявляється сестра Раяна, з яким Клер час від часу перетинається в школі...

## У ролях
| Актор             | Роль            |
| ----------------- | --------------- |
| Джої Кінг         | Клер Шеннон     |
| Лі Кі Хон         | Раян            |
| Сідні Парк        | Мередіт         |
| Елізабет Рем      | Джоанна Шеннон  |
| Раян Філліпп      | Джонатан Шеннон |
| Віктор Саттон     | Огаст Шеннон    |
| Мітчел Слаггерт   | Пол             |
| Шеннон Персер     | Джун Акоста     |
| Шерілін Фенн      | місис Делука    |
| Джеррі О'Коннелл  | Алекс           |
| Джозефін Ленґфорд | Дарсі Чапман    |

## Створення фільму

### Виробництво
Зйомки фільму почались у листопаді 2017 в Торонто.

### Знімальна група
- Кінорежисер — Джон Р. Леонетті
- Сценарист — Барбара Маршалл
- Кінопродюсер — Шерріл Кларк
- Кінооператор — Мартін Галбрейт
- Композитор — Tomandandy
- Кіномонтаж — Пек Праєр
- Художник-постановник — Боб Зембіцкі
- Артдиректор — Андреа Крістоф
- Художник по костюмах — Антуанетта Мессам
- Підбір акторів — Мері Верн'є, Мішель Вейд Берд[5].

## Сприйняття
Фільм отримав переважно негативні відгуки. На сайті Rotten Tomatoes оцінка стрічки становить 16 % на основі 80 відгуків від критиків (середня оцінка 3,8/10) і 32 % від глядачів із середньою оцінкою 2,6/5 (4 471 голос). Фільму зарахований «гнилий помідор» від кінокритиків та «розсипаний попкорн» від глядачів, Internet Movie Database — 5,1/10 (10 045 голосів), Metacritic — 32/100 (24 відгуки критиків) і 4,0/10 (33 відгуки від глядачів).